# Чепуренко, Анатолий Алексеевич
Анатолий Алексеевич Чепуренко (1915—1945) — советский военный. Участник Советско-финской и Великой Отечественной войн. Герой Советского Союза (1940). Гвардии капитан.

## Биография
Анатолий Алексеевич Чепуренко родился в 1915 году в уездном городе Бердичев Киевской губернии Российской империи (ныне город в Житомирской области Украины) в семье рабочего. Украинец. Образование 7 классов. До призыва в армию жил и работал в Киеве.
В ряды Рабоче-крестьянской Красной Армии А. А. Чепуренко был призван в 1936 году. Окончил полковую школу, а в 1939 году — 1-е Саратовское бронетанковое училище. Служил командиром танкового взвода 109-го отдельного разведывательного батальона 86-й мотострелковой дивизии Приволжского военного округа.
В середине января 1940 года дивизия, в которой служил лейтенант А. А. Чепуренко, была переброшена в город Кингисепп Ленинградской области, где начала подготовку к боевым действиям на Карельском перешейке. 22 февраля 1940 года она заняла позиции на острове Койвистосаари (ныне остров Большой Берёзовый), откуда в составе 28-го стрелкового корпуса 7-й армии Северо-Западного фронта 4 марта 1940 года начала марш-бросок по льду Финского залива в тыл Выборгского укрепрайона финских войск с задачей перерезать стратегическое шоссе Выборг-Хельсинки (ныне трасса М10E 18 «Скандинавия»).
Танковый взвод лейтенанта А. А. Чепуренко получил боевую задачу прорвать вражескую оборону у села Кёри в северной части полуострова Койвисто. Благодаря четкой и слаженной работе танкистов, пехотинцев и сапёров были захвачены и уничтожены три финских ДОТа, и боевая задача была выполнена.
В ходе боя один танк в результате наезда на скрытый под снегом валун вынужден был остановиться. Лейтенант Чепуренко своим танком прикрыл сломавшийся танк БТ от огня противника, после чего вместе с механиком-водителем своего танка Дмитреевым, командиром и механиком-водителем повреждённого танка участвовал в ремонте (для устранения неисправности потребовалось поднять танк на домкратах).
Развивая наступление, подразделения 86-й мотострелковой дивизии преодолели Финский залив и 5 февраля 1940 года захватили плацдармы на его северном берегу. При прорыве вражеской обороны в бою за деревню Мухулахти лейтенант Чепуренко семь раз водил свой взвод в атаку. Когда один из танков был подбит, Анатолий Алексеевич эвакуировал с поля боя его экипаж.
В результате боёв к утру 6 марта 1940 года шоссе Выборг-Хельсинки было перерезано в районе Вилайоки — Тайкина. Шоссе имело важное стратегическое значение, так как по нему осуществлялось снабжение войск на Карельском перешейке, а также с него открывался путь на столицу Финляндии Хельсинки. 12 марта 1940 года по инициативе Финляндии в Москве был заключён Московский мирный договор между СССР и Финляндией, завершивший Советско-финскую войну. 21 марта 1940 года указом Президиума Верховного Совета СССР лейтенанту Чепуренко Анатолию Алексеевичу было присвоено звание Героя Советского Союза.
После окончания Зимней войны 86-я стрелковая дивизия была сначала выведена в южные районы Ленинградского военного округа, затем в Киевский особый военный округ и до июля 1940 года находилась в Проскурове. 3 августа 1940 года дивизия вошла в состав 5-го стрелкового корпуса 10-й армии Белорусского особого военного округа. Перед началом Великой Отечественной войны дивизия дислоцировалась в городе Цехановец Белостокской области Белорусской ССР.
В боях с немецко-фашистскими захватчиками Анатолий Алексеевич участвовал с 22 июня 1941 года на Западном фронте. В ходе Белостокско-Минского сражения он был тяжело ранен и эвакуирован в госпиталь. После излечения его признали негодным к строевой службе и направили преподавателем в Казанское танковое училище. После нескольких рапортов А. А. Чепуренко добился отправки на фронт и в октябре 1944 года получил назначение в 32-ю гвардейскую танковую бригаду 29-го танкового корпуса 5-й гвардейской танковой армии 1-го Прибалтийского фронта, где был назначен командиром 3-го танкового батальона. До января 1945 года гвардии капитан А. А. Чепуренко участвовал в боях с окружённой в Прибалтике группой армий «Курляндия». Перед началом Восточно-Прусской операции 5-я гвардейская танковая армия была подчинена 2-му Белорусскому фронту и участвовала в Млавско-Эльбингской фронтовой наступательной операции.
В ходе операции 3-й батальон гвардии капитана А. А. Чепуренко, действуя в авангарде 32-й гвардейской танковой бригады, 18 января 1945 года форсировал реку Дзялдувку и вступил в бой с превосходящими силами противника на подступах к городу Зольдау — ключевому узлу обороны Млавского оборонительного района немцев. В ходе боя батальоном было уничтожено 7 вражеских бронетранспортёров, 160 автомашин с войсками и военными грузами, 7 орудий и до 150 солдат и офицеров вермахта. К вечеру с помощью подошедших главных сил 32-й гвардейской и 31-й гвардейской танковых бригад город был взят, а к утру 19 января 1945 года от противника был очищен весь млавский укреплённый район. Танкистами были захвачены большие трофеи. Только на станции Зольдау и на железнодорожной ветке Зольдау — Млава они захватили 24 железнодорожных эшелона, 48 паровозов, несколько исправных танков, погруженных на платформы, более 200 автомашин и 15 окладов с различным военным имуществом. Из двух концентрационных лагерей было освобождено более 15 тысяч военнопленных.
Наращивая темпы наступления, 29-й танковый корпус устремились к Гильгенбургу с задачей овладеть городом Дойч-Эйлау. Дорогу главным силам корпуса прокладывала 32-я гвардейская танковая бригада на острие которой действовал 3-й танковый батальон гвардии капитана Чепуренко. 20 января 1945 года батальон ворвался в Дойч-Эйлау и, полностью уничтожив остатки 114-й горно-стрелковой дивизии, очистил от немцев западную часть города. В ходе боёв батальон уничтожил 4 орудия, 11 пулемётов и до 120 солдат и офицеров противника. Однако 22 января 1945 года в уличных боях за город Дойч-Эйлау гвардии капитан А. А. Чепуренко погиб. Похоронили его у церкви городка Прейсиш-Марк, ныне посёлок Пшезмарк Эльблонгского повята Варминьско-Мазурского воеводства Польской Республики.

## Награды
- Медаль «Золотая Звезда» (21.03.1940);
- орден Ленина (21.03.1940);
- орден Отечественной войны 2 степени (28.02.1945, посмертно);
- медаль.

## Документы
- Общедоступный электронный банк документов «Подвиг Народа в Великой Отечественной войне 1941—1945 гг.» Дата обращения: 9 июня 2012. Архивировано из оригинала 10 июня 2012 года.

Представление к званию Героя Советского Союза. Дата обращения: 9 июня 2012. Архивировано из оригинала 21 сентября 2016 года.
Комплект наградных документов на. Дата обращения: 9 июня 2012. Архивировано из оригинала 21 сентября 2016 года.
- Обобщённый банк данных «Мемориал». Дата обращения: 9 июня 2012. Архивировано из оригинала 9 июня 2012 года.

ЦАМО, ф. 33, оп. 11458, д. 743. Дата обращения: 9 июня 2012. Архивировано из оригинала 4 марта 2016 года.
ЦАМО, ф. 33, оп. 11458, д. 650. Дата обращения: 9 июня 2012. Архивировано из оригинала 4 марта 2016 года.
ЦАМО, ф. 33, оп. 594260, д. 45. Дата обращения: 9 июня 2012. Архивировано 24 сентября 2012 года.
Схема захоронения. Дата обращения: 9 июня 2012. Архивировано из оригинала 4 марта 2016 года.